# Livewire (DC Comics)
Pour les articles homonymes, voir Electra.
Livewire (en version français, Électra) est un personnage de dessin animé puis de comics lié à l'univers de Superman. Elle est apparue pour la première fois dans Superman, The Animated Serie. Elle a par la suite été introduite dans les comics par Gail Simone et John Byrne dans Action Comics #835 (mars 2006).

## Histoire du personnage

### Superman, L'Ange de Metropolis
Leslie Willis était une journaliste de la radio Shock Jock, passant le plus clair de ses émissions à balancer des piques à l'encontre du super-héros Superman.
Lors d'une manifestation maintenue malgré le mauvais temps, Leslie fut frappée par la foudre alors que l'homme d'acier tentait de la raisonner. Elle est sauvée de justesse mais son métabolisme s'est retrouvé changé, sa peau est devenue blanche, ses cheveux bleus et elle peut contrôler l'électricité.
Contente de sa nouvelle situation elle se renomme Livewire (Électra dans la version française) et décide de semer la pagaille dans Metropolis et de se venger de Superman.
- Superman, l'Ange de Metropolis (Superman, Alan Burnett, Paul Dini, Bruce Timm, 1996-2000) avec Lori Petty (VF : Magali Barney)
- Batman (The New Batman Adventures, Alan Burnett, Paul Dini, Bruce Timm, 1997-1999) avec Lori Petty (VF : Virginie Ogouz)
- La Ligue des justiciers (Justice League puis Justice League Unlimited, 91 épisodes, Paul Dini, Bruce Timm, 2001-2006) avec Maria Canals (VF : Caroline Maillard)

### Comics
Dans les comics, elle est également une animatrice radio dénigrant Superman. Renvoyée en raison de ses propos, elle décide de prendre sa revanche contre Superman qui symbolise tous les hommes qui se sont dressés en travers de sa route. Cependant elle semble posséder par ses pouvoirs de naissance.

### Jeu vidéo
- Livewire apparaît comme boss dans Superman: Countdown to Apokolips.
- Elle apparaît aussi dans Superman: Shadow of Apokolips.
- Elle apparaît dans Lego Dc Super-Villains

### Série télévisée
Livewire apparaît dans 4 épisodes des saisons 1 à 3 de Supergirl. Elle est jouée par Brit Morgan.